# 凱爾豪冰川
凱爾豪冰川（英語：Keilhau Glacier），是南極洲的冰川，位於南喬治亞島南岸，全長9公里，流經科爾高原，最終注入喬薩克灣，以挪威地質學家命名，現時由英國海外領土管轄。